# Smithfield (Suriname)
Smithfield is een plaats en gebied in het district Saramacca in Suriname. Het ligt op circa tien kilometer afstand van Groningen. De plaats is vernoemd naar de plantage Smithfield. Het ligt nabij het dorp Tambaredjo en de vestiging Sarah Maria van de Staatsolie Maatschappij Suriname aan de Saramaccarivier.
In het dorp staat de rooms-katholieke St. Josephkerk. De eerste steen voor deze kerk werd gelegd in het jaar 1900.